# Milt Jackson
Milton „Milt” Jackson (ur. 1 stycznia 1923 w Detroit, zm. 9 października 1999 w Nowym Jorku) – amerykański wibrafonista i pianista jazzowy, jedna z najważniejszych postaci stylu hard bop. Laureat NEA Jazz Masters Award 1997.

## Życiorys

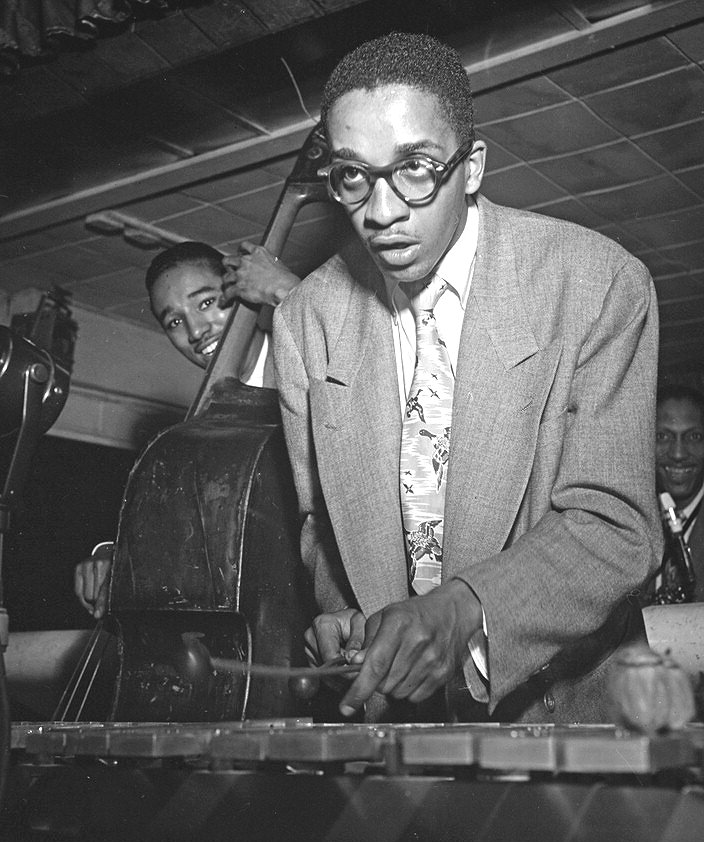
Milt Jackson i Ray Brown
(ok. 1946–1948)

Został odkryty przez Dizzy’ego Gillespiego, który zatrudnił go w 1946 do swego sekstetu. Jackson w błyskawicznym tempie uzyskał doświadczenie pracując z najwybitniejszymi postaciami w jazzie tego okresu, m.in. z Johnem Coltrane’em, Woodym Hermanem, Howardem McGhee, Theloniousem Monkiem i Charliem Parkerem. W big bandzie Gillespiego jednym z jego zadań było granie w kwartecie z Johnem Lewisem, Percy Heathem i Kennym Clarkiem, podczas gdy sekcja dęta miała przerwę od trudnych wysokotonalnych części. Ta grupa po pewnym czasie stała się samodzielnym zespołem pod nazwą The Modern Jazz Quartet, który przez ponad 20 lat swej kariery święcił sukcesy do momentu rozwiązania go w 1974. Jackson opuścił skład i zaczął koncertować samodzielnie, podejmując współpracę z różnymi muzykami w ramach wielu małych składów.
Jackson – muzyk bardzo ekspresyjny – odróżniał się od innych wibrafonistów ze względu na przykładanie uwagi do zmian harmonicznych i rytmu. Znany jest ze swoich 12-taktowych bluesów w wolnych tempach. Lubił grać na instrumencie z wibratem zwolnionym do 3 obrotów na sekundę, co dawało bardziej subtelny efekt. Jackson był także sprawnym pianistą, czasem komponował i aranżował w sposób profesjonalny swoje utwory na tym instrumencie. Na paru swoich albumach (m.in. na Soul Believer z 1978) także śpiewał.
Jego kompozycja pt. Bags' Groove („Bags” to jego przydomek z powodu „worów” (ang. bags) pod jego oczami w dorosłym wieku) należy do standardów jazzowych.
Zmarł w wieku 76 lat na raka wątroby.